# Talsperre Boysen
Die Talsperre Boysen (englisch Boysen Dam) ist eine Talsperre mit Wasserkraftwerk im Fremont County, Bundesstaat Wyoming, USA. Sie staut den Wind River zu einem Stausee (englisch Boysen Reservoir) auf. Die Talsperre befindet sich ca. 32 km (20 miles) südlich der Stadt Thermopolis. Die Talsperre und der Stausee liegen im Boysen State Park.
Die Talsperre ist im Besitz des United States Bureau of Reclamation (USBR) und wird auch vom USBR betrieben.

## Geschichte
Der Geschäftsmann Asmus Boysen errichtete 1908 eine erste Staumauer aus Beton (Old Boysen Dam), die sich ungefähr 2,4 km (1,5 miles) flussabwärts vom heutigen Staudamm befand. Sie diente hauptsächlich der Stromerzeugung. Aufgrund von Überschwemmungen musste diese Staumauer 1923 zum Teil gesprengt werden. Sie wurde danach nicht mehr repariert und 1948 gänzlich entfernt.
Vorläufige Untersuchungen zur Errichtung eines neuen Staudamms an der heutigen Stelle wurden 1939 und 1941 durchgeführt. Am 22. Dezember 1944 verabschiedete der Kongress den Flood Control Act, durch den u. a. der Bau des Staudamms bewilligt wurde. Die Erschließung der Baustelle sowie vorbereitende Arbeiten wurden von 1946 bis 1947 durchgeführt. Mit dem Bau der Talsperre wurde am 19. September 1947 begonnen. Sie wurde am 11. Dezember 1952 fertiggestellt. Mit dem Einstau wurde am 11. Oktober 1951 begonnen; die Stromerzeugung konnte im August 1952 aufgenommen werden.

## Absperrbauwerk
Das Absperrbauwerk ist ein Erdschüttdamm mit einer Höhe von 67 m (220 ft) über der Gründungssohle. Die Dammkrone liegt auf einer Höhe von 1450 m (4758 ft) über dem Meeresspiegel. Die Länge der Dammkrone beträgt 348 m (1143 ft). Die Breite des Staudamms liegt bei 280 m (919 ft) an der Basis und 9 m (30 ft) an der Krone. Das Volumen des Bauwerks beträgt 1,16 Mio. m³ (1,5 Mio. cubic yards).
Der Staudamm verfügt sowohl über einen Grundablass als auch über eine Hochwasserentlastung. Die Hochwasserentlastung befindet sich auf der rechten Seite des Damms. Über den Grundablass können maximal 36,8 m³/s (1300 cft/s) abgeleitet werden, über die Hochwasserentlastung maximal 708 m³/s (25.000 cft/s).

## Stausee
Beim normalen Stauziel von 1440 m (4725 ft) (max. 4732 ft bei Hochwasser) erstreckt sich der Stausee über eine Fläche von rund 79,56 km² (19.660 acres) und fasst 989 Mio. m³ (802.000 acre-feet) Wasser. Der Stausee erstreckt sich dabei über eine Länge von rund 29 km (18 miles); seine maximale Breite beträgt 8,85 km (5,5 mile).
Durch Sedimentation verringerte sich der ursprüngliche Stauraum bis 1994 um 9,5 % auf 914 Mio. m³ (741.594 acre-feet).

## Kraftwerk
Das Kraftwerk befindet sich am Fuß der Talsperre auf der rechten Flussseite. Seine installierte Leistung beträgt 15 MW. Die zwei Francis-Turbinen des Kraftwerks leisten jede maximal 7,5 MW. Die durchschnittliche Jahreserzeugung liegt bei 37,8 (bzw. 54) Mio. kWh. Die Fallhöhe beträgt 30 m (99 ft).

## Sonstiges
Die Gesamtkosten des Projekts werden mit 18 Mio. USD angegeben; sie lagen damit um ca. 4,5 Mio. USD über dem ursprünglichen Budget.